# Municipio de Fredonia (Iowa)
Fredonia Township es un municipio del condado de Plymouth, Iowa, Estados Unidos. Según el censo de 2020, tiene una población de 245 habitantes.
Es una subdivisión exclusivamente geográfica, por cuanto el estado de Iowa no utiliza la herramienta de los townships como gobiernos municipales.

## Geografía
Está ubicado en las coordenadas 42°51′59″N 96°2′11″O / 42.86639, -96.03639. Según la Oficina del Censo de los Estados Unidos, tiene una superficie total de 94.41 km², correspondientes en su totalidad a tierra firme.

## Demografía
Según el censo de 2020, hay 245 personas residiendo en la zona. La densidad de población es de 2.60 hab./km². El 99.18 % de los habitantes son blancos y el 0.82 % son de una mezcla de razas. Del total de la población, no hay hispanos o latinos de cualquier raza.